# Ким Мён Су (политик)
Ким Мён Су (кор. 김명수?, 金命洙?; 12 октября 1959) — южнокорейский юрист, председатель Верховного суда Кореи с 25 сентября 2017 года, назначенный президентом Мун Чжэ Ином.

## Биография
В 1981 году окончил юридический факультет Сеульского национального университета, а в 1983 году сдал национальный судебный экзамен. В 1986 году работал в Северном отделении окружного суда Сеула. В февраля 2016 года был главным судьёй Чхунчхона. 25 сентября 2017 года избран парламентом председателем Верховного суда Кореи набрав 160 за 134 против соответственно.